# كارلوس غيرون
كارلوس غيرون (بالإسبانية: Carlos Girón Gutiérrez) هو غطاس مكسيكي، ولد في 3 نوفمبر 1954 في مكسيكالي في المكسيك.

## وصلات خارجية
- كارلوس غيرون على موقع الاتحاد الدولي للسباحة (الإنجليزية)
- كارلوس غيرون على موقع قاعة مشاهير السباحة العالمية (الإنجليزية)
- كارلوس غيرون على موقع اللجنة الأولمبية الدولية (الإنجليزية)
- كارلوس غيرون على موقع أوليمبيديا (الإنجليزية)